# Botanophila sonchi
Botanophila sonchi är en tvåvingeart som först beskrevs av Hardy 1872.  Botanophila sonchi ingår i släktet Botanophila och familjen blomsterflugor. Arten är reproducerande i Sverige. Inga underarter finns listade i Catalogue of Life.